# Bay Lake Tower at Disney's Contemporary Resort
Bay Lake Tower at Disney's Contemporary Resort, ook wel Bay Lake Tower genoemd, is het negende Disney Vacation Club resort in het Walt Disney World Resort in Lake Buena Vista, Florida, dat wordt beheerd door The Walt Disney Company.
De opening hiervan was op 4 augustus 2009. 
Bay Lake Tower at Disney's Contemporary Resort is gethematiseerd in een moderne stijl.
Bay Lake Tower heeft een loopbrug die het gebouw aan het Disney's Contemporary Resort vastmaakt.
Bay Lake Tower heeft zelf geen receptie en moeten de gasten dus inchecken in het Contemporary Resort.

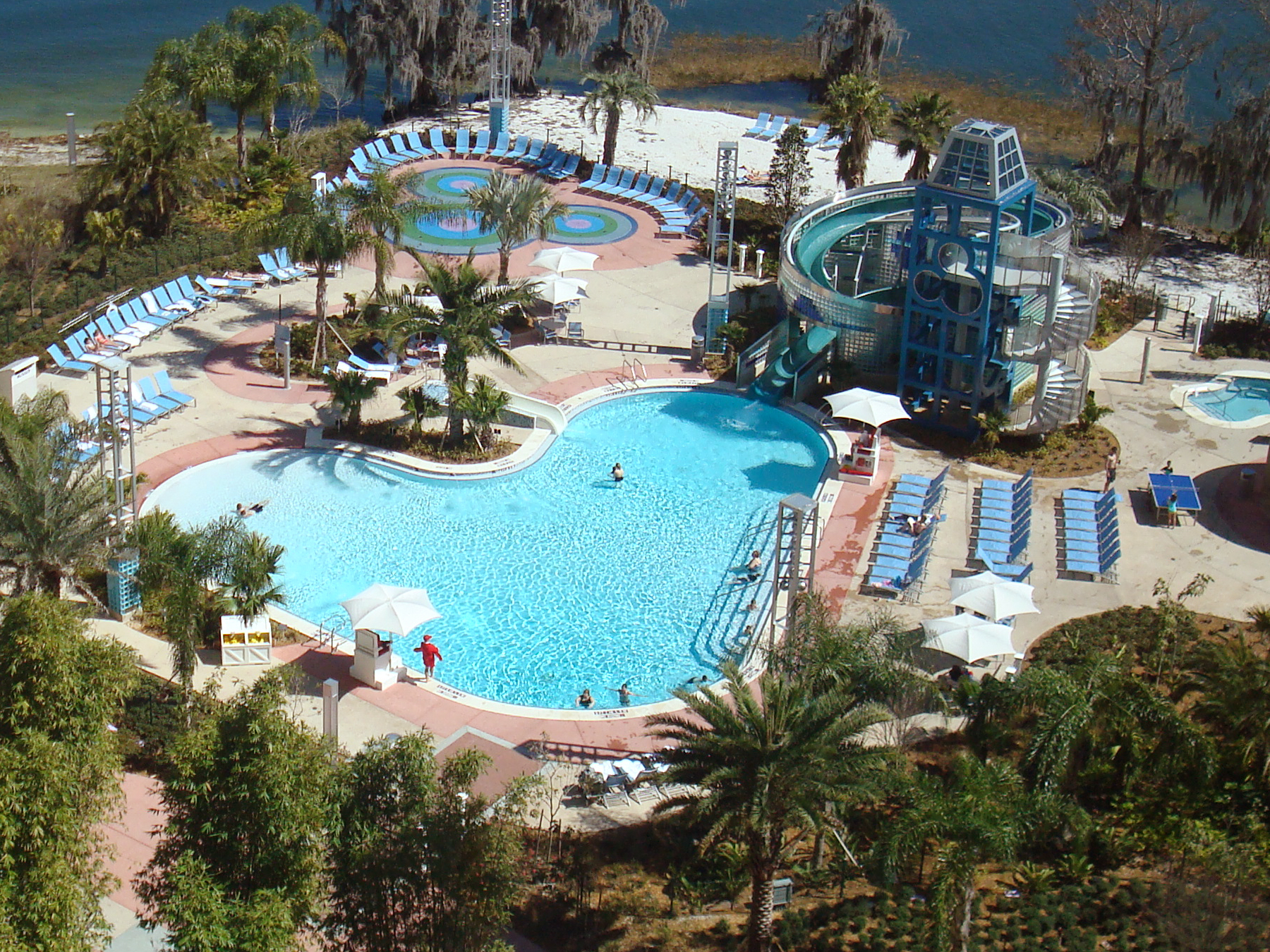
Het zwembad van Bay Lake Tower

## Eetgelegenheden
- Top of the World Lounge